# David Haye
David Haye (Londres, 13 de octubre de 1980) es un deportista británico que compitió por Inglaterra en boxeo. Ganó una medalla de plata en el Campeonato Mundial de Boxeo Aficionado de 2001, en el peso pesado.
En diciembre de 2006 disputó su primera pelea como profesional. En noviembre de 2007 conquistó los títulos internacionales de la AMB y del CMB, en la categoría de peso crucero, en marzo de 2018 consiguió el título internacional de la OMB y en noviembre de 2009 obtuvo el título internacional de la AMB en el peso pesado, en el peso crucero.
En su carrera profesional tuvo en total 32 combates, con un registro de 28 victorias y 4 derrotas.

## Palmarés internacional
| Representando a Inglaterra |                       |                  |           |
| Campeonato Mundial         |                       |                  |           |
| Año                        | Lugar                 | Medalla          | Categoría |
| 2001                       | Belfast (Reino Unido) | Medalla de plata | 91 kg     |

## Récord profesional
| 28 Ganadas (26 KOs), 4 Derrotas |        |                    |      |               |            |                                                    |                                                                                     |
| Res.                            | Record | Oponente           | Tipo | Rd., Tiempo   | Datos      | Localidad                                          | Notas                                                                               |
| D                               | 28-4   | Tony Bellew        | TKO  | 5 (12), 2:14  | 2018-05-05 | O2 Arena, Greenwich, Londres                       |                                                                                     |
| D                               | 28-3   | Tony Bellew        | TKO  | 11 (12), 2:16 | 2017-03-04 | O2 Arena, Greenwich, London                        |                                                                                     |
| G                               | 28-2   | Arnold Gjergjaj    | TKO  | 2 (10), 1:35  | 2016-05-21 | O2 Arena, Greenwich, London                        |                                                                                     |
| G                               | 27-2   | Mark de Mori       | KO   | 1 (10), 2:11  | 2016-01-16 | O2 Arena, Greenwich, London                        |                                                                                     |
| G                               | 26-2   | Derek Chisora      | TKO  | 5 (10), 2:51  | 2012-07-14 | West Ham United Football Club, Londres, Inglaterra | Gana los títulos vacantes WBA Intercontinental y WBO International del peso pesado. |
| D                               | 25-2   | Wladimir Klitschko | UD   | 12            | 2011-07-02 | Imtech Arena, Hamburgo, Alemania                   | Perdió el título WBA peso pesado.                                                   |
| G                               | 25-1   | Audley Harrison    | TKO  | 3 (12), 1:53  | 2010-11-13 | M.E.N. Arena, Mánchester, Lancashire               | Retuvo el título WBA peso pesado.                                                   |
| G                               | 24-1   | John Ruiz          | TKO  | 9 (12), 2:01  | 2010-04-03 | M.E.N. Arena, Mánchester, Lancashire               | Retuvo el título WBA peso pesado.                                                   |
| G                               | 23-1   | Nikolai Valuev     | SD   | 12            | 2009-11-07 | Nuremberg Arena, Núremberg, Bayern                 | Ganó el título WBA peso pesado.                                                     |
| G                               | 22-1   | Monte Barrett      | TKO  | 5 (10), 1:28  | 2008-11-15 | O2 Arena, Greenwich, London                        |                                                                                     |
| G                               | 21-1   | Enzo Maccarinelli  | TKO  | 2 (12), 2:04  | 2008-03-08 | O2 Arena, Greenwich, Londres                       | Retuvo los títulos WBA y WBC peso crucero. Ganó el título WBO peso crucero.         |
| G                               | 20-1   | Jean-Marc Mormeck  | TKO  | 7 (12), ?     | 2007-11-10 | Stade Marcel Cerdan, París                         | Ganó los títulos WBA y WBC peso crucero.                                            |
| G                               | 19-1   | Tomasz Bonin       | TKO  | 1 (12), 1:45  | 2007-04-27 | Wembley Arena, Wembley, Londres                    |                                                                                     |
| G                               | 18-1   | Giacobbe Fragomeni | TKO  | 9 (12), 1:29  | 2006-11-17 | York Hall, Bethnal Green, London                   | Retuvo título EBO peso crucero.                                                     |
| G                               | 17-1   | Ismail Abdoul      | UD   | 12            | 2006-07-21 | Leisure Centre, Altrincham, Cheshire               | Retuvo título EBO peso crucero.                                                     |
| G                               | 16-1   | Lasse Johansen     | TKO  | 8 (12), 2:08  | 2006-03-24 | York Hall, Bethnal Green, Londres                  | Retuvo título EBO peso crucero.                                                     |
| G                               | 15-1   | Alexander Gurov    | KO   | 1 (12), 0:45  | 2005-12-16 | Leisure Centre, Bracknell, Berkshire               | Ganó el título EBO peso crucero.                                                    |
| G                               | 14-1   | Vincenzo Rossitto  | TKO  | 2 (10), 2:55  | 2005-10-14 | Leisure Centre, Huddersfield, Yorkshire            |                                                                                     |
| G                               | 13-1   | Glen Kelly         | TKO  | 2 (10), 1:09  | 2005-03-04 | Magna Centre, Rotherham, Yorkshire                 |                                                                                     |
| G                               | 12-1   | Garry Delaney      | RTD  | 3 (6), 3:00   | 2005-01-21 | Fountain Leisure Centre, Brentford, Londres        |                                                                                     |
| G                               | 11-1   | Valeri Semiskur    | KO   | 1 (6), 1:36   | 2004-12-10 | Hillsborough Leisure Centre, Sheffield, Yorkshire  |                                                                                     |
| D                               | 10-1   | Carl Thompson      | TKO  | 5 (12), 2:53  | 2004-09-10 | Wembley Arena, Wembley, Londres                    | Campeonato IBO peso crucero en juego.                                               |
| G                               | 10-0   | Arthur Williams    | TKO  | 3 (8), 2:46   | 2004-05-12 | Rivermead Leisure Centre, Reading, Berkshire       |                                                                                     |
| G                               | 9-0    | Hastings Rasani    | TKO  | 1 (6), ?      | 2004-03-20 | Wembley Arena, Wembley, London                     |                                                                                     |
| G                               | 8-0    | Tony Dowling       | TKO  | 1 (10), ?     | 2003-11-14 | York Hall, Bethnal Green, London                   |                                                                                     |
| G                               | 7-0    | Lolenga Mock       | TKO  | 4 (6), ?      | 2003-09-26 | Rivermead Leisure Centre, Reading, Berkshire       |                                                                                     |
| G                               | 6-0    | Greg Scott-Briggs  | KO   | 1 (6), ?      | 2003-08-01 | York Hall, Bethnal Green, London                   |                                                                                     |
| G                               | 5-0    | Vance Winn         | TKO  | 1 (6), 0:54   | 2003-07-15 | The Playboy Mansion, Beverly Hills, California     |                                                                                     |
| G                               | 4-0    | Phil Day           | TKO  | 2 (4), 2:09   | 2003-03-18 | Rivermead Leisure Centre, Reading, Berkshire       |                                                                                     |
| G                               | 3-0    | Roger Bowden       | TKO  | 1 (6), 2:42   | 2003-03-04 | Seville Hotel, Miami, Florida                      |                                                                                     |
| G                               | 2-0    | Saber Zairi        | TKO  | 4 (4), 0:54   | 2003-01-24 | Ponds Forge Arena, Sheffield, Yorkshire            |                                                                                     |
| G                               | 1-0    | Tony Booth         | RTD  | 2 (4), 3:00   | 2002-12-08 | York Hall, Bethnal Green, London                   | Debut profesional de Haye.                                                          |